# Europese kampioenschappen kyokushin karate 2018
De Europese kampioenschappen kyokushin karate 2018 waren door de Kyokushin World Union (KWU) georganiseerde kampioenschappen voor kyokushinkai karateka's. De tweede editie van de Europese kampioenschappen vond plaats in het Bulgaarse Varna van 8 tot 9 december 2018.

## Resultaten
| Gewichtsklasse | Goud                   | Zilver                    | Brons                                           |
| Heren          | Heren                  | Heren                     | Heren                                           |
| -------------- | ---------------------- | ------------------------- | ----------------------------------------------- |
| -60kg          | Sergo Movsesyan        | Dilyan Nikolov            | Farid Kasumov Romualdas Auga                    |
| -65kg          | Artur Arushanyan       | Andrei Zinchenko          | Stiliyan Petkov Viacheslav Lesnikov             |
| -70kg          | Daniel Cardoso Redondo | Ivan Tumashev             | Ivan Komanov Jevgenij Jurut                     |
| -75kg          | Artem Nazaretian       | Dimitar Dimitrov          | Andrei Marmysh Domas Sutkus                     |
| -80kg          | Aleksandr Drozd        | Catalin Mocanu            | Tamas Popovics Georgi Doychev                   |
| -85kg          | Kristiyan Doychev      | Gnel Aramyan              | Jonas Rosin Justinas Kvietka                    |
| -90kg          | Artem Lialikov         | Hovhannes Sargsyan        | Jesse James Anglada Lopez Dominykas Juskevicius |
| -95kg          | Jean-Paul Jacquot      | Levente Magyar            | Georgi Ivanov Dmitrii Solovev                   |
| +95kg          | Lasha Kamarauli        | Mate David                | Hristo Georgiev Denis Morozevich                |
| Dames          |                        |                           |                                                 |
| -50kg          | Hayley-Beth Rowlands   | Rafaela Evangelia Tsakiri | Anna Kuznetsova Leire Valor Monterroso          |
| -55kg          | Anastasia Kosianova    | Teona Gazdeliani          | Iuliia Lemikh Kata Dezso                        |
| -60kg          | Inga Mikstaite         | Ekaterina Shemina         | Krasimira Mireva Emma Markwell                  |
| -65kg          | Marta Lubos            | Aneta Meskauskiene        | Lyubomira Nikolova Alexandra Pecinka            |
| -70kg          | Rima Lisinskaite       | Svtlana Tuchkova          | Irene Jensen Skjelfjord Csenge Toth             |
| +70kg          | Diana Balsyte          | Aleksandra Karpuk         | Maria Papadopoulou Valeria Kolesnikova          |